# Ryczeń
Ryczeń (niem. Rützen) – wieś (dawne miasto) w Polsce położona w województwie dolnośląskim, w powiecie górowskim, w gminie Góra.

## Podział administracyjny
W latach 1975–1998 miejscowość administracyjnie należała do województwa leszczyńskiego.

## Demografia
Według Narodowego Spisu Powszechnego żyło tam 309 mieszkańców (III 2011 r.).

## Gospodarka
We wsi działają 2 firmy: przedsiębiorstwo rolne działające po zlikwidowanym PGR oraz zakład kamieniarski.

## Nazwa
W księdze łacińskiej Liber fundationis episcopatus Vratislaviensis (pol. Księga uposażeń biskupstwa wrocławskiego) spisanej za czasów biskupa Henryka z Wierzbna w latach 1295–1305 miejscowość wymieniona jest w zlatynizownej formie Reczena.

## Zabytki i osobliwości
Do wojewódzkiego rejestru zabytków wpisane są obiekty:
- pałac – nieistniejące ruiny, z trzeciej ćwierci XVIII w., przebudowany w XX w.
- spichlerz, z 1900.

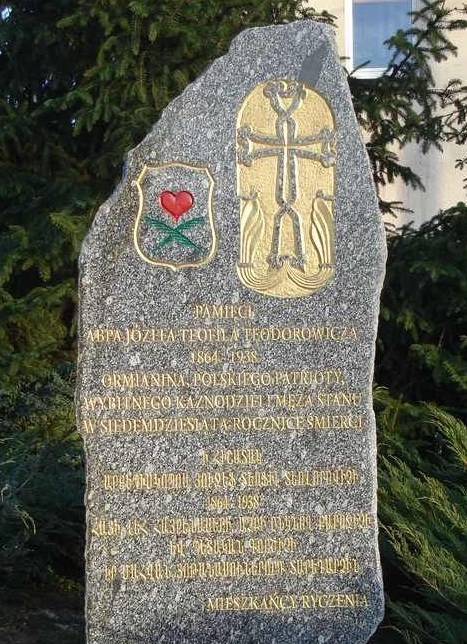
Pomnik-obelisk abp. Józefa Teodorowicza w Ryczeniu

W latach 1982–1984 zbudowano w Ryczeniu kościół filialny Najświętszego Serca Pana Jezusa, należący do parafii św. Michała Archanioła w Osetnie W 2008 przy kościele tym, z inicjatywy Marka Kubickiego, powstał pierwszy w Polsce pomnik arcybiskupa ormiańskokatolickiego, Józefa Teodorowicza.